# Überholknopf
Der Überholknopf ist ein Mechanismus für einen Rennwagen, der dem Fahrer die Möglichkeit bietet, die Leistungsdaten kurzzeitig zu erhöhen. In der Regel ist der Knopf am Lenkrad. Das System wurde entwickelt, um das Überholen zu erleichtern und damit den Motorsport spannender zu machen.
Mehrere Rennserien benutzen einen Überholknopf, darunter die Formel 1, Champ Car und die IndyCar Series.
Es ist nicht erforderlich, dass das System nur benutzt wird, wenn ein Fahrer versucht, ein anderes Auto zu überholen. Beispielsweise kann ein Fahrer den Knopf anwenden, um seine Position zu verteidigen. Die Höhe der zusätzlichen Leistung, die Länge der Zeit, an der es angewendet wird, und die Anzahl der Verwendungen während des Rennens ist von der jeweiligen Rennserie abhängig.
In der Formel 1 funktionierte das KERS-System in einer ähnlichen Weise. Das Drag Reduction System, kurz DRS, hingegen erhöht die Beschleunigung und die Höchstgeschwindigkeit, indem es einen Teil des Heckflügels öffnet.